# James Wallace
James Robert Wallace (Liverpool, 1991. december 19. –) angol labdarúgó, aki jelenleg az Tranmere Roversben játszik középpályásként.

## Pályafutása

### Everton
Wallace 2005-ben, 13 éves korában került az Everton ifiakadémiájára. 2008 óta tagja a tartalékcsapatnak és már a felnőttek közé is bekerült néhányszor. 2009 augusztusában, egy Sigma Olomouc elleni Európa-liga-meccsen debütált az első csapatban.

## Válogatott
Wallace tagja volt az U16-os ír válogatottnak, bár egyszer sem játszott. 2009 szeptemberében, Oroszország ellen lehetőséget kapott az angol U19-es csapatban.

## Külső hivatkozások
- James Wallace pályafutásának statisztikái a Soccerbase oldalon (angolul)

- James Wallace adatlapja a Tranmere honlapján Archiválva 2013. június 7-i dátummal a Wayback Machine-ben

## Fordítás
- Ez a szócikk részben vagy egészben  a   James Wallace (footballer) című angol Wikipédia-szócikk fordításán alapul.  Az eredeti cikk szerkesztőit annak laptörténete sorolja fel. Ez a jelzés csupán a megfogalmazás eredetét és a szerzői jogokat jelzi, nem szolgál a cikkben szereplő információk forrásmegjelöléseként.